# Łódź Tekniske Universitet
Det tekniske universitet i Łódź (polsk Politechnika Łódzka) er en af de største polytekniske universiteter i Polen. Det består i dag af ni fakulteter, og har over 20.000 studerende og 3.000 ansatte.
Universitetet blev grundlagt 1945 og holdt oprindeligt til i en historisk fabriksbygning. Det ejer i dag over 70 bygninger (moderne så vel som historiske) med et areal på over 200.000 kvadratmeter. De fleste befinder sig ved universitetets hovedcampus.

## Historie
Det tekniske universitet blev grundlagt i 1945 i fabrikantbyen Łódź, skønt oprettelsesplanerne forelå allerede i anden halvdel af 1800-tallet, som følge af byens kraftige kulturelle og industrielle udvikling. Man havde da blandt andet indsamlet penge og lejet lokaler, men til trods for det store engagement fra regeringen, byrådet og byens største fabrikanter, tillod tsarmyndighederne ikke oprettelsen af et teknisk universitet i Łódź. Det opstod derfor først efter byens frigørelse efter 2. verdenskrig.

## Fakulteter
- Fakultet for mekanik
- Fakultet for elektroteknik, elektronik, datalogi og automatik
- Fakultet for kemi
- Fakultet for ingenørvidenskab og tekstilmarkedsføring
- Fakultet for bioteknologi og ernæringsvidenskaber
- Fakultet for byggeteknik, arkitektur og miljøvidenskab
- Fakultet for teknisk fysik, datalogi og anvendt matematik
- Fakultet for organisering og forvaltning
- Fakultet for procesingenørvidenskab og miljøværn

## Eksterne Henvisninger
- Wikimedia Commons har flere filer relateret til Łódź Tekniske Universitet
- Det tekniske universitets hjemmeside

51°45′00″N 19°27′00″Ø / 51.75°N 19.4499°Ø